# Rosalind Pitt-Rivers
Pour les articles homonymes, voir Pitt-Rivers.
Rosalind Venetia Lane Fox Pitt-Rivers [née Rosalind Venetia Henley] (4 mars 1907 - 14 janvier 1990) est une biochimiste britannique, membre de la Royal Society. Elle est connue pour ses recherches sur la triiodothyronine.

## Biographie
Rosalind Venetia Henley est éduquée à domicile, puis elle passe quatre ans à la Notting Hill School à Londres. Elle poursuit ses études au Bedford College, qui est alors une université pour femmes de l'université de Londres, et obtient son diplôme de chimie en 1930, puis un master dans la même discipline en 1931.
In 1931, elle épouse George Henry Lane-Fox Pitt-Rivers, anthropologue et eugéniste, dont elle est la deuxième épouse. Ils ont un fils en 1932 et se séparent en 1937. Elle reprend ses études et obtient un doctorat en biochimie en 1939, à la faculté de médecine de l'University College, sous la direction de Charles Harington et Albert Neuberger. Elle fait une recherche post-doctorale avec Harington en 1941, puis rejoint son laboratoire, le National Institute for Medical Research (NIMR) du Medical Research Council, à Hampstead. Durant la guerre, elle travaille à l'unité de transfusion sanguine à Maidstone, puis après la guerre, elle travaille en Belgique, où elle mène des recherches sur la nutrition d'anciens prisonniers de guerre et de rescapés de camps de concentration à Belsen. En 1950, elle retrouve le NIMR qui est relocalisé à Mill Hill, Londres.
Son travail sur la triiodothyronine lui vaut une renommée internationale et elle est élue en 1954 à la Royal Society. Elle prend sa retraite du Medical Research Council en 1972.
Elle est nommée membre honorifique du Bedford College (1973), de la Royal Society of Medicine (1983), et du Royal College of Physicians (1986). Elle meurt des conséquences d'une pneumonie le 14 janvier 1990 à Hinton St Mary, Sturminster Newton, Dorset, dans la propriété des Pitt-Rivers, où elle est enterrée

## Publications
- (en) Rosalind Pitt-Rivers et Jamshed Rustom Tata, The Chemistry of thyroid diseases, Springfield, Ch. C. Thomas, 1960, 83 p. (OCLC 491706798)
- (en) Rosalind Pitt-Rivers et Wilfred Robert Trotter, The Thyroid gland, Washington, Butterworths, 1964, 325 p. (OCLC 1062170)
- (en) Rosalind Pitt-Rivers, Jamshed Rustom Tata et Wilfred Robert Trotter, The Thyroid hormones, Londres, Pergamon, 1959, 247 p. (OCLC 490431315)